# Raspailia paradoxa
Raspailia paradoxa är en svampdjursart som beskrevs av Jörn Hentschel 1911. Raspailia paradoxa ingår i släktet Raspailia och familjen Raspailiidae.
Artens utbredningsområde är havet kring Australien. Inga underarter finns listade i Catalogue of Life.